# Blinden- und Sehbehindertenverband Württemberg
Der Blinden- und Sehbehindertenverband Württemberg e. V. (BSVW) wurde 1909 als Württembergischer Blindenverein e. V. (WBV) von Rudolf Kraemer in Stuttgart gegründet. 2009 feierte der BSVW sein 100-jähriges Bestehen im Forum am Schlosspark in Ludwigsburg. In den Jahren danach schloss sich der Verband weiteren Projekten und Initiativen an und reagiert so auf den demographischen Wandel und den daraus resultierenden Mehrbedarf an Beratung und Unterstützung für blinde und sehbehinderte Menschen und deren Angehörige.

## Geschichte des Verbandes
Am 27. Juni 1909 wurde in Stuttgart der Württembergische Blindenverein e. V. (WBV) ins Leben gerufen. Der Jurastudent Rudolf Kraemer aus Heilbronn hatte zur Gründungsversammlung eingeladen. Von 63 Vereinsmitgliedern nahmen 38 an der Gründungsversammlung im Hotel „Herzog Christoph“ in Stuttgart teil. Anlässlich der Gründung des Vereins wies Rudolf Kraemer auf die Notwendigkeit einer Selbsthilfeorganisation der Blinden in Württemberg hin. Er zeigte weiterhin klar Zweck und Ziele des Vereins auf: „Blinde sollen für Blinde tätig sein“. Blinde Personen, die das 18. Lebensjahr vollendet hatten, wurden zu diesem Zeitpunkt als „Ordentliche Mitglieder“ aufgenommen. Der Gründungsversammlung wurden zwei Anträge zur Beschlussfassung vorgelegt:
- König Wilhelm II. von Württemberg wird angefragt, ob er das Protektorat für den Verein übernehmen wird.
- Der Verein verleiht die Ehrenmitgliedschaft an die taubblinde Schriftstellerin Helen Keller (USA).

König Wilhelm antwortete freundlich auf das an ihn gerichtete Huldigungstelegramm, lehnte aber die Übernahme des Protektorats mit der Begründung ab, dass erst eine gewisse Entwicklungs- und Bewährungszeit des jungen Vereins abgewartet werden müsse. Miss Helen Keller antwortete zustimmend, indem sie den Vorsitzenden bat, den Mitgliedern des WBV ihren besten Dank für die ihr zugedachte Ehrung zu übermitteln.
Der Gedanke der „Hilfe zur Selbsthilfe“ stand von Beginn an im Mittelpunkt der Vereinsarbeit. Der Verein gründete nach und nach Orts- und Bezirksgruppen, deren vorrangige Aufgabe die kulturelle Betreuung der Mitglieder war. Die erste Bezirksgruppe gründete sich im Oktober 1909 in Heilbronn. Zwei weitere Gruppen, Stuttgart und Ulm, wurden im Februar 1910 ins Leben gerufen. Zwei Jahre später folgte die Bezirksgruppe Reutlingen, aus der in den 20er Jahren die Gruppen Tübingen und Nürtingen hervorgingen. Esslingen, Freudenstadt und weitere folgten nach.
Die Zeit des Nationalsozialismus war für die Entwicklung des Blindenwesens in Deutschland und somit auch in Württemberg außerordentlich problematisch. Einzelne blinde Menschen wurden zu Opfern des „Gesetzes über die Vernichtung lebensunwerten Lebens“. Nicht selten wurden Blinde aufgrund des „Gesetzes zur Verhütung erbkranken Nachwuchses“ durch Zwangssterilisation an Körper und Seele geschädigt. Rudolf Kraemer, der mittlerweile sein Studium abgeschlossen und zweimal promoviert hatte, befasste sich in seinen Veröffentlichungen kritisch mit diesen menschenverachtenden Praktiken. Die Mitgliederzahl des WBV war im Jahre 1939 bereits auf über 900 gestiegen.
Nach 1945 wurde der WBV, bedingt durch die Aufteilung der Länder in Besatzungszonen (Württemberg-Baden und Südwürttemberg-Hohenzollern), in zwei Vereine gespalten. Der Wille zur Einigkeit und Geschlossenheit im Interesse einer gemeinsamen organisierten Blindenselbsthilfe war jedoch stets bei den Mitgliedern beider politisch getrennten Zonen lebendig geblieben.
Bereits 1947 machte der Vorsitzende des Verbands, Otto Glänzel, den Vorschlag in der Mitgliederversammlung der Bezirksgruppe Stuttgart im Württembergischen Blindenverein, nicht nur Männer, sondern auch eine junge Frau in den Bezirksgruppenausschuss zu wählen. Ilse Enssle wurde mit den meisten Stimmen gewählt. Sie übernahm die Aufgabe, Protokolle und Einladungen zu schreiben und Veranstaltungen mitzugestalten.
Die drei Landesblindenvereine in Baden-Württemberg (Badischer Blindenverein V.m.K., Blindenverein Südbaden e. V., Württembergischer Blindenverein) gründeten eine Arbeitsgemeinschaft, um die Interessen blinder Menschen zu vertreten. Gemeinsam haben sie Verhandlungen aufgenommen, deren Zielsetzung eine Blindengeldregelung für Baden-Württemberg war. Im Februar 1972 war es dann erreicht: Der Landtag von Baden-Württemberg verabschiedete das Gesetz über die Landesblindenhilfe.
Bestrebungen zu Beginn der 1970er Jahre, die drei Blindenvereine der Zivilblinden in Baden-Württemberg zusammenzuschließen, zeigten keinen Erfolg. Durch die Gemeindereform entstand eine Diskussion über die neue Namensgebung des Vereins. Die Umbenennung in „Blindenverband Ost-Baden-Württemberg e. V. (BVOBW)“ wurde 1976 beschlossen. Um den Personenkreis der sehbehinderten Menschen besser ansprechen und in die Arbeit einbeziehen zu können, hat der Verband seinen Namen in der Delegiertenversammlung des Jahres 2000 in Blinden- und Sehbehindertenverband Ost-Baden-Württemberg e. V. (BSVOBW) geändert.
In Absprache mit den beiden DBSV-Landesvereinen in Baden und dem Wunsch der Delegiertenversammlung entsprechend, nannte sich der Verband 2010 erneut um. In Anlehnung an die Wurzeln des Verbandes beschloss die Delegiertenversammlung als Namen Blinden- und Sehbehindertenverband Württemberg e. V. (BSVW)

## Einrichtungen
Der BSVW ließ und lässt nichts unversucht, um blinden und sehbehinderten Menschen „Hilfe zur Selbsthilfe“ in verschiedenen Einrichtungen zu bieten.

### Ehemalige Einrichtungen des Verbandes
- Erholungsheim „Sonnenheim“: Durch die Übernahme und Einrichtung des Erholungsheimes „Sonnenheim“ in Rohr bei Stuttgart schuf der WBV die Voraussetzung für die Erholungsmöglichkeiten für blinde Menschen sowie deren Begleitpersonen. Die Einweihung erfolgte am 12. Mai 1918. Der Verein musste 57.000 Mark in bar für den Kauf aufbringen. Trotz der bewusst niedrig gehaltenen Pensionspreise, die hier dem Blinden und seiner Begleitung berechnet wurden, war der Verein bemüht, seinen mittellosen und unvermögenden Mitgliedern – und diese waren bald die überwältigende Mehrzahl – sogar einen kostenlosen Erholungsaufenthalt in seinem Heim zu gewähren. Am 15. März 1944 wurde das Blindenerholungsheim in Stuttgart-Rohr von Bomben getroffen und brannte bis auf die Grundmauern nieder. Nach 1945 ging der WBV daran, das Blindenerholungsheim in Stuttgart-Rohr wieder aufzubauen. Dieses wurde 1955 um einen Anbau erweitert. Nach Eröffnung des Rudolf-Kraemer-Heims in Bad Liebenzell 1968 wurde das Haus in Stuttgart-Rohr als Blindenaltenheim weitergeführt. Das steigende Alter der Bewohner und die damit einhergehenden Gebrechlichkeiten machten es erforderlich, das Haus den Vorschriften gemäß mit Sanitärzellen auszustatten sowie sechs Pflegeplätze einzurichten. Diese Maßnahmen waren 1985 abgeschlossen. Der Bedarf an Pflegeplätzen stieg jedoch weiter an. Trotz intensiver Bemühungen war der Verband aufgrund hoher Auflagen und dadurch steigender Personalkosten in der Folgezeit nicht mehr in der Lage, das für viele Blinde im Großraum Stuttgart zur neuen Heimat gewordene Altenheim zu erhalten. Es musste daher im Jahre 1996 geschlossen werden.

- Rudolf-Kraemer-Haus (RKH): 1968 eröffnete der WBV in Bad Liebenzell sein nach dem Vereinsgründer, Rudolf Kraemer, benanntes Blindenkur und -erholungsheim. Das Haus hatte 72 Betten in modern ausgestatteten Zimmern. Bereits 1974 wurde erkannt, dass zur Verbesserung der Mobilität und Orientierungsfähigkeit blinder Menschen ein Mobilitätstraining sehr wichtig ist. Daher wurde beschlossen, dem Haus in Bad Liebenzell ein Mobilitätszentrum anzugliedern, um blinden Menschen zu einer weitgehenden Selbstständigkeit im Straßenverkehr zu verhelfen. Da die Belegungszahlen des Rudolf-Kraemer-Hauses seit dem Jahr 2003 ständig rückläufig waren, beschloss die Delegiertenversammlung am 13. September 2008 die Schließung des Hauses, da ein Weiterbetrieb nicht mehr vertretbare Kosten verursachen würde. Der Betrieb des Rudolf-Kraemer-Hauses wurde am 30. November 2008 eingestellt.

### Maßgebliche Beteiligung an weiteren ehemaligen Einrichtungen
- Blindengenossenschaft Heilbronn: Im Jahre 1913 wurde die Blindengenossenschaft in Heilbronn gegründet.[5][6] Gemäß seinen Aufgaben hatte sich der WBV hieran maßgeblich beteiligt. Durch sie erhielten blinde Handwerker eine Einrichtung, die ihnen Arbeit bot und den Vertrieb der Waren organisierte. Karl Anspach verhalf dem Unternehmen ab 1915 in den Folgejahren zu Erfolg[7]. Am 10. September 1944 wurde das Werkstättengebäude der Blindengenossenschaft sowie am 4. Dezember deren Büro- und Lagergebäude mit dem gesamten Inventar und Warenlager durch Kriegseinwirkungen zerstört. 17 Mitglieder des Verbandes verloren bei diesem Angriff auf Heilbronn ihr Leben.
- In den 50er Jahren baute die Nikolauspflege in Gemeinschaft mit dem Württembergischen Blindenverband e. V. auf dem Gelände der Nikolauspflege am Kräherwald in Stuttgart ein Wohnheim für ledige berufstätige Blinde. 1980 bekundete die Nikolauspflege, dass es notwendig sei, das Wohnheim zu räumen um es den Schülern und Auszubildenden der Nikolauspflege als Internat zur Verfügung zu stellen. Dies hatte die Auflösung des Vertrags zwischen Nikolauspflege und Blindenverband zur Folge und mit der Anteilserstattung 1984 wurde die Angelegenheit abgeschlossen.[8]
- Süddeutsche Blindenhörbücherei e. V.[9]: Im Jahr 1957 wurde auf Initiative des damaligen Vorsitzenden Herrn Karl Wohlgemuth die Süddeutsche Blindenhörbücherei e. V. in Stuttgart gegründet. Die Aufgabe der Hörbücherei war, Hörbücher zu produzieren und diese zum Verleih an blinde Menschen bereitzustellen. 2004 musste die Hörbücherei aus wirtschaftlichen Gründen geschlossen werden[10].

### Aktuelle Einrichtung
- Beratungshäusle am Sonnenbrunnen: Im ehemaligen Bahnwärterhäuschen Sonnenbrunnen wurde 2019 nach aufwändiger Renovierung das Beratungshäusle am Sonnenbrunnen im Karl-Anspach-Weg 1 in Heilbronn-Böckingen eröffnet[11]. Ermöglicht wurde dies durch Spenden, Förderungen und mit vielen helfenden Händen. In den Beratungs- und Gruppenräumen ist man für das Thema rund um „Sehen-Sehbehinderung-Erblindung“ eingerichtet.[12][13]

## Aufgaben des Verbandes
| Vorsitzende | Vorsitzende                   |
| ----------- | ----------------------------- |
| 1909–1910   | Rudolf Kraemer                |
| 1910–1922   | Ferdinand Neunhöffer          |
| 1922–1932   | Adolf von Nickel              |
| 1932–1934   | Theodor Bäuerle               |
| 1935–1939   | Adolf Loebich (kommissarisch) |
| 1939–1941   | Paul Rudolph                  |
| 1941–1949   | Otto Glänzel                  |
| 1949–1958   | Karl Wohlgemuth               |
| 1958–1965   | Karl Greiner                  |
| 1965–1969   | Winfried Walz                 |
| 1969–1973   | Ferdinand Zekel               |
| 1973–1974   | Karl Klein                    |
| 1974–2000   | Heinz Lichy                   |
| 2000–2001   | Eugen Marmor                  |
| 2001–2006   | Hartmut Dorow                 |
| 2006–2013   | Wolfgang Müssig               |
| 2013–2023   | Angelika Moser                |
| 2023–       | Arne Jöns                     |

- Der Verband fördert die berufliche, gesellschaftliche, kulturelle und soziale Teilhabe blinder und sehbehinderter Menschen, setzt sich für den Erhalt und die Errichtung von Einrichtungen ein, die der Bildung blinder und sehbehinderter Menschen dienen und unterhält Beratungsstellen für blinde und sehbehinderte Menschen sowie für Patienten mit bedrohlichen Augenerkrankungen.

- Der Vorsitzende, der stellvertretende Vorsitzende und die Gremiumsmitglieder werden von der Delegiertenversammlung in geheimer Wahl auf die Dauer von vier Jahren gewählt. Der Vorsitzende und der stellvertretende Vorsitzende vertreten jeder für sich allein den Verband gerichtlich und außergerichtlich als Vorstand im Sinne des § 26 BGB. Sie führen die Beschlüsse der Delegiertenversammlung und des Vorstands aus, besorgen, soweit keine Geschäftsführer bestellt sind, die laufenden Geschäfte und nehmen die dem Vorsitzenden sonst durch diese Satzung übertragenen Befugnisse wahr. Der Vorstand hat über alle Angelegenheiten des Verbandes, die nicht ausdrücklich durch die Satzung anderweitig zugewiesen sind, zu entscheiden.
- Vom Vorstand werden unter anderem Beauftragungen für die Belange der Bezirksgruppen, Fachgruppen und Abteilungen, für Sehbehinderung, für Hilfsmittel, für den Arbeitskreis schulische Bildung, für Öffentlichkeitsarbeit, für Senioren und für Betroffene mit Diabetes wahrgenommen.[15] (Stand 2020)

## Barrierefreiheit
Damit blinde und sehbehinderte Menschen ein möglichst selbstständiges Leben führen können, ist es wichtig den öffentlichen Raum sowie den Schriftverkehr öffentlicher Stellen barrierefrei zu gestalten.
- Im öffentlichen Raum: „Hinsichtlich des öffentlichen Raums sind unsere Anliegen, dass beispielsweise eine kontrastreiche Gestaltung von Treppen sowie eine Abgrenzung von Gefahrenbereichen erfolgt. Diese und andere Maßnahmen tragen zur Sicherheit blinder und wesentlich sehbehinderter Menschen im öffentlichen Raum bei. Zu bedenken ist, dass bedingt durch die steigende Lebenserwartung mehr ältere Menschen leben und Sehbehinderungen häufig im Alter auftreten.“[16]

- Schriftverkehr: Blinde und sehbehinderte Menschen haben das Recht, von öffentlichen Stellen Schriftstücke in der für sie zugänglichen Form zu verlangen. Diese Stellen haben die Möglichkeit, individuelle Schreiben oder Informationen von allgemeinem Interesse in Braille-Schrift, Großdruck oder zu einer Audio-CD umzuwandeln zu lassen und zur Verfügung zu stellen. Blinde und sehbehinderte Menschen erlangen dadurch ein Stück mehr die Möglichkeit, selbstbestimmt ihre Angelegenheiten zu regeln. Die Rechtsgrundlage hierfür findet sich im Landes-Behindertengleichstellungsgesetz BW, § 9 - Gestaltung des Schriftverkehrs.

## Untergliederungen
Um den Mitgliedern die Möglichkeit zum Austausch, zur Beratung, für Aktivitäten und Unterstützung vor Ort und auf bestimmten Interessengebieten zu ermöglichen, gliedert sich der Verband in Bezirks- und Fachgruppen sowie Abteilungen.
- Bezirksgruppen: Der Verein gliedert sich in 18 rechtlich nicht selbstständige Bezirksgruppen. Jede Bezirksgruppe ist für einen oder mehrere Stadt- und Landkreise in den Regierungsbezirken Stuttgart und Tübingen sowie in den Landkreisen Calw, Freudenstadt, Rottweil und Tuttlingen zuständig. Die Beratung blinder und sehbehinderter Menschen und deren Angehörige und Freunde ist neben den Aktivitäten eine zentrale Aufgabe, die in den Bezirksgruppen durch ehrenamtlich aktive Mitglieder wahrgenommen wird. Diese sind selbst von Sehbehinderung oder Blindheit betroffen, so dass die Beratung im Sinne der Selbsthilfe von Betroffenen für Betroffene erfolgt (Hilfe zur Selbsthilfe).

- Fachgruppen: Um spezifische Angebote für blinde und sehbehinderte Menschen durchzuführen, hat der Verband vier Fachgruppen. Die Fachgruppen richten sich insbesondere an Frauen, Halter von Führhunden sowie berufstätige Mitglieder in den Bereichen Bildung und Büroberufe sowie medizinisch-therapeutische Berufe.

- Abteilungen: Die beiden Abteilungen wenden sich einerseits an jüngere Mitglieder und andererseits an Eltern sehgeschädigter Kinder.

## Projekte
Um dem steigenden Bedarf an Beratungen für Augenpatienten, Senioren mit Seheinschränkungen und Menschen mit mehrfachen Behinderungen gerecht zu werden, nimmt der Verband an drei bundesweiten Beratungsangeboten teil.
- Blickpunkt Auge (BPA): Der Deutsche Blinden- und Sehbehindertenverband e. V. (DBSV) initiierte BPA, um auch Augenpatienten mit Rat und Hilfe unterstützen zu können. Die Beratung erfolgt von Betroffenen für Betroffene. Am 15. Oktober 2013 eröffnete der BSVW die erste Beratungsstelle in Lauda[17]. Bis 2020 wurden weitere Beratungsstellen in Ravensburg, Stuttgart, Schwäbisch Hall, Böblingen und Heilbronn eröffnet.

- Sehen im Alter (SiA): Am 27./28. Juni 2014 hatte der Deutsche Blinden- und Sehbehindertenverband e. V. (DBSV) und die Bundesarbeitsgemeinschaft der Senioren-Organisationen (BAGSO) das Aktionsbündnis „Sehen im Alter“ in Bonn gegründet. Das regionale Projekt „Sehen im Alter“ des BSVW hatte sich im Zeitraum Januar 2016 bis Dezember 2019 dem Hauptziel der Sensibilisierung der Öffentlichkeit zur Verbesserung der konkreten Lebenssituation sehbeeinträchtigter Senioren gewidmet. Durch die neue Initiative des Verbandes seit Januar 2020 sollen Unterstützungsangebote zum Erhalt der selbstständigen und selbstbestimmten Lebensweise späterblindeter Menschen im Verbandsgebiet installiert werden.

- Ergänzende unabhängige Teilhabeberatung (EUTB): Am 1. Januar 2018 trat die zweite Stufe des Bundesteilhabegesetzes in Kraft. Damit wurde die ergänzende unabhängige Teilhabeberatung (EUTB) eingeführt. Die EUTB stellt ein Beratungsangebot bereit, welches sich an Menschen mit Behinderungen und deren Angehörige richtet. Das Beratungsangebot erfolgt unabhängig von Leistungsträgern und Leistungserbringern. Leistungsträger sind beispielsweise die Rentenversicherung oder die Krankenkasse. Leistungserbringer sind beispielsweise die Anbieter von Hilfsmitteln oder Reha-Maßnahmen. Die EUTB setzt bei der Beratung auf das Prinzip des Peer Counseling. Dies bedeutet, dass Menschen mit Behinderung von Menschen mit Behinderung beraten werden. Damit verfolgt der Gesetzgeber auch das Ziel, die Selbsthilfe in ihrer Arbeit zu stärken. Zur Einführung der EUTB hat der Bund ein Förderprogramm aufgelegt. Mit dem Förderprogramm wird die ergänzende unabhängige Teilhabeberatung über drei Jahre finanziell gefördert[18].

## Mitgliedschaften und Kooperationen Mitgliedschaften
(Quelle: )
- Deutscher Blinden- und Sehbehindertenverband e. V.
- Landesarbeitsgemeinschaft SELBSTHILFE behinderter Menschen Baden-Württemberg e. V.
- Landesblinden- und -sehbehindertenverband Baden-Württemberg e. V.
- Der Paritätische Wohlfahrtsverband Landesverband Baden-Württemberg e. V.
- Dachverband Integratives Planen und Bauen e. V.
- Bayerische Hörbücherei für Blinde, Seh- und Lesebeeinträchtigte e. V.

Kooperationen
- Deutsches Katholisches Blindenwerk e. V.
- Evangelischer Blinden- und Sehbehindertendienst Württemberg e. V.
- Nikolauspflege - Stiftung für blinde und sehbehinderte Menschen

Beteiligung
- Der BSVW e. V. ist Gesellschafter beim Berufsförderungswerk Würzburg GmbH.

## Medien
Für blinde und sehbehinderte Menschen werden verschiedenste Informationen in Großdruck, Brailledruck oder als Hörfassung zur Verfügung gestellt. Aber auch der Zugang zu Literatur, Film und Fernsehen ist für die Teilhabe blinder und sehbehinderter Menschen von großer Bedeutung.
1. Verbandsmedien:
  - Vereinsbote[20]: Im Oktober 1911 erschien die erste Ausgabe des Vereinsboten in Blindenkurzschrift und in Schwarzschrift. Das vierteljährlich erscheinende Mitgliedermagazin hat seinen Namen bis heute behalten. Die Informationen zum Sozialrecht, zum Verband, zu Berichten aus den Untergliederungen und aktuellen Themen erscheint in Blindenkurzschrift, Schwarzschrift und als Hörversion als Buch 5 in DBSV-inform.
  - Manus: Die Zeitschrift für blinde und sehbehinderte Berufstätige im medizinisch-therapeutischen Bereich erschien 3-mal im Jahr auf Hör-CD oder zum Download. Neben fachlichen und informativen Themen aus Medizin, Berufspolitik und Blindenwesen gab es hier die Möglichkeit des kollegialen Austausches zu einer Vielzahl von Themen. (eingestellt mit der Ausgabe Juli 2021)
  - Baden-Württemberg-Journal (BWJ): Das Baden-Württemberg-Journal war die drei bis vier Mal im Jahr erscheinende gemeinsame Hörzeitung für Mitglieder der drei baden-württembergischen Blinden- und Sehbehindertenorganisationen. Sie beinhaltete interessante Berichte und Informationen aus dem Blinden- und Sehbehindertenwesen in Baden-Württemberg. Die letzte Ausgabe erschien Ende 2008.
  - Broschüren rund um Blindheit und Sehbehinderung des DBSV (Dachverband des BSVW): In den Schwarzschriftbroschüren, die auch als PDF zur Verfügung stehen, wird über Wissenswertes rund um die Themen Blindheit und Sehbehinderung, Tipps zur Bewältigung des Alltags, Informationen über Hilfsmittel für blinde und sehbehinderte Menschen, spezielle Rehabilitationsangebote und vieles mehr informiert.
  - Rundschreiben: Die Untergliederungen und die Vorsitzende informieren die Mitglieder regelmäßig mit Rundschreiben zu Veranstaltungen und zu aktuellen Themen.
2. Rundfunk und Tonband: Die Einführung des Rundfunks und die Entwicklung des Tonbands waren große Ereignisse, da sich dadurch Informations- und Kommunikationsmöglichkeiten für Blinde erschlossen. Die Verbreitung des Tonbands war Voraussetzung, um Bücher hörbar zu machen.
3. Film und Fernsehen: „An die Filmindustrie und die öffentlichen und privaten Fernsehanstalten richtet sich der Wunsch, verstärkt Filme mit Audiodiskription zu produzieren und zu senden“[21]. Für Filme mit Audiodiskription wird seit 2002 der Deutsche Hörfilmpreis durch den DBSV verliehen.
4. Literatur: Mit der Entstehung der Blindenbüchereien wurde blinden und sehbehinderten Menschen Literatur zugänglich gemacht. Hierfür werden Bücher und Zeitschriften in Brailleschrift, als Hörbücher und teilweise in Großdruck zur Verfügung gestellt